# IC 1418
IC 1418 — галактика типу S? (спіральна галактика) у сузір'ї Пегас.
Цей об'єкт міститься в оригінальній редакції індексного каталогу.